# 福斯坦一世皇冠
福斯坦一世皇冠，是海地總統和後來的皇帝福斯坦一世的皇冠。
皇冠由純金、720顆鑽石、8顆紅寶石、8顆藍寶石、石榴石和祖母綠石組成，福斯汀一世皇冠被認為是世界上最昂貴的王冠之一。它曾在海地國立先賢祠博物館展出。然而，人們發現皇冠上的一些珠寶在某個未知的時間被盜。2007年1月31日，由於遭受破壞，王冠在高度監視下被轉移到安全的地方進行保護。